# 蝶野正洋
蝶野正洋（1963年9月17日—），日本東京都三鷹市人，出生於美國華盛頓州西雅圖市，是日本的重量級職業摔角選手。身高186公分，體重108公斤。1984年10月5日於安東尼奧·豬木率領的新日本職業摔角團體中出道，表現優異，而與同期入門的武藤敬司、橋本真也組成「鬪魂三槍士」，在職業摔角的新時代中風靡一時。在日本以外地區被稱之為Masa Chono。
與德國裔妻子瑪蒂娜·卡爾斯（Martina Karls）共同經營自有服飾品牌「ARISTRIST」，兩人育有一子一女。

## 經歷

### 出道
蝶野在父親被派駐美國時於華盛頓州西雅圖市出生，而後返回日本，住過川崎市多摩區生田、東京都澀谷區鉢山町，最後在三鷹市長大。於就讀東京都立永山高等學校期間曾踢過足球，也參加過飆車族。之後因為雙親一直期盼他讀大學，所以進入神奈川大學就讀；可是也因為同一時間通過了新日本職業摔角的新弟子入門測驗，所以註冊之後就辦休學，之後就退學了。
1984年進入新日本職業摔角團體成為入門弟子，同年10月出道（首戰對手為武藤敬司）。1987年於幼獅盃中擊敗橋本真也取得優勝後，隨即遠征德國與美國參加比賽。在德國期間認識了Martina Karls而後結婚。曾在美國路·塞茲的道場短期待過一段時間，接受「悲哀天才」（Sad Genius）渡邊幸正傳授後來的成名招式「STF」。
回到日本後，與武藤敬司、橋本真也以「闘魂三勇士」的組合活躍於日本職業摔角界，但人氣一直在他兩人之後。然而，在新日本舉辦的第一屆G1 Climax大賽因為表現一支獨秀最後取得優勝而備受矚目；第二年的G1大賽又蟬聯優勝，所以從此有「夏男」的稱號。

### 轉型
1994年G1優勝後發出「武闘派宣言」而轉向反派角色，以黑色為基調的服裝讓人耳目一新，並且從此確立了一直沿襲至今的風格。1995年與天山廣吉和英雄齊藤組成反派次團體「狼軍團」。
1996年到美國參加與新日本合作的WCW的比賽，加入由霍克·霍肯（Hulk Hogan）率領的nWo團體；回到日本後並組成nWo Japan，即nWo的日本支部。蝶野身為統帥與另一領導者「愚零鬪武多」（武藤敬司）吸引了相當多日本選手及外國選手加入，掀起了一股熱潮，同年並獲得「職業摔角大賞MVP」。
1998年第8次挑戰IWGP重量級王座，打敗當時的王者藤波辰爾，終於完成贏得王座心願。不過他在此戰中也受傷，無法進行防衛戰所以將王座腰帶繳回，並且必需長期停賽，於是將nWo成員託付給武藤，因此武藤掌握實權，使得地位不保的蝶野最後與武藤對立。
1999年傷癒的蝶野與野上彰（AKIRA）、敦·福萊（Don Frye）等人另組TEAM 2000團體，與武藤領導的nWo Japan抗爭，由於與nWo相關權利的合作契約到期的緣故，在2000年劇情安排於生死戰中打敗武藤使nWo Japan消滅，並因此吸收nWo的殘存勢力而使組織擴大。

### G1先生
2001年與武藤率領的新組合「BATT」抗爭。2002年，在札幌大會上豬木突然宣布升任蝶野為「現場最高負責人」；5月2日在東京巨蛋大會上首次與NOAH團體的領導者三澤光晴進行30分鐘的比賽，最後打成平手；8月第4次奪得G1的優勝。之後為合作對抗外部敵人，回歸新日本正規軍，因此TEAM 2000自動解散。2003年第一次在NOAH的擂臺上亮相，與三澤光晴搭檔對抗小橋建太與田上明，但最後三澤被小橋壓制而敗北。同年五月在新日本東京巨蛋大會首度挑戰當時小橋所持有的GHC重量級王座，但是失敗。
2005年又再度帶頭組成Black New Japan的反派團體，曾是新日本內最具影響力的次團體，但後來被長州力解散。8月，第5次贏得G1優勝，成為至今史上贏得G1最多的選手，被稱為「G1先生」（Mr. G1）。長州力返回新日本後，開始展開反長州力的抗爭。2006年，因理念不合，又開始帶頭展開對新日本社長賽蒙·豬木（安東尼奧·豬木的女婿）的抗爭。

## 頭銜
國家摔角聯盟（National Wrestling Alliance, NWA）
- NWA第75代世界重量級冠軍。
- NWA中部地區電視冠軍。

新日本職業摔角
- IWGP重量級王座：第22代。
- IWGP雙打王座：
  - 第12、33代搭檔為武藤敬司；
  - 第25、28、34、43、48代搭檔為天山廣吉。
- G1 Climax優勝：1991年、1992年、1994年、2002年、2005年。
- G1 Climax雙打優勝：2006年，搭檔為中邑真輔。
- 超級雙打聯盟（Super Grade Tag League）[2]優勝：1995年，搭檔為天山廣吉。

優勝： 1997年，搭檔為武藤敬司。
- 幼獅盃優勝：1987年。

其它
- CWF雙打冠軍：搭檔為麥克·戴維斯（Mike Davis）。
- HCW卡美哈梅哈大帝遺產冠軍。
- AGPW北美雙打冠軍：搭檔為鮑伯·布朗（Bob Brown）。
- WWA重量級冠軍。

職業摔角大賞
- 1990年職業摔角大賞 最優秀雙打組合賞（與武藤敬司搭檔）
- 1991年職業摔角大賞 敢鬥賞
- 1992年職業摔角大賞 殊勳賞
- 1995年職業摔角大賞 最優秀雙打組合賞（與天山廣吉搭檔）
- 1996年職業摔角大賞 最優秀雙打組合賞（與天山廣吉和英雄齊藤搭檔）
- 1997年職業摔角大賞 最優秀選手賞
- 2002年職業摔角大賞 敢鬥賞

## 拿手招式

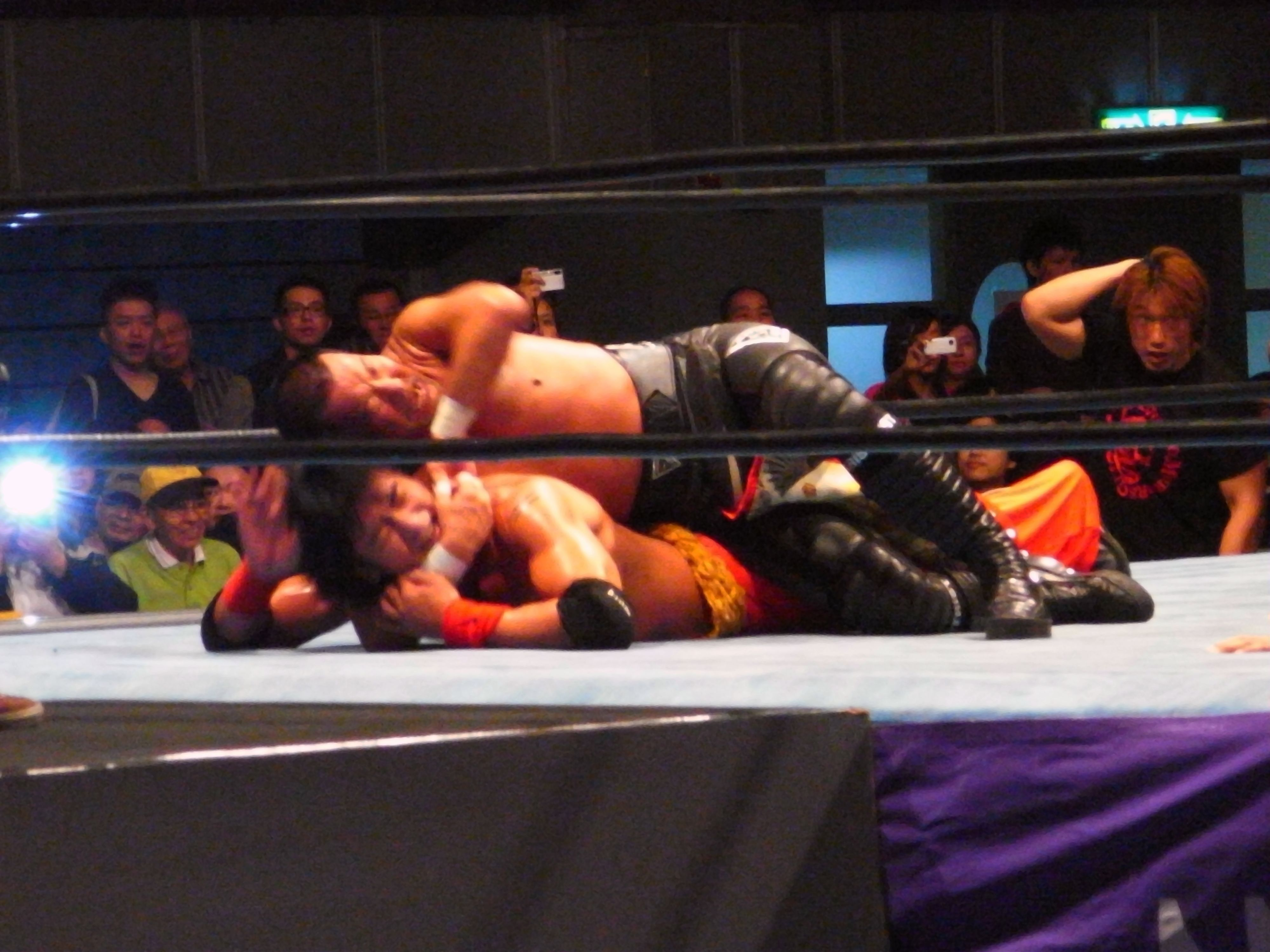
蝶野正洋的STF。

不太使用華麗的招式，在比賽中均以基本、簡單的招式為中心來組合出招。在比賽中若看到對手假裝示弱，會突然地攻擊對手的空檔，是其特色。
霸王腳、流氓踢（Yakuza Kick）、喧嘩踢（Kenka Kick）
利用因為踢足球而鍛鍊出強而有力的下半身，直接以鞋底踹在對手的臉上的招式。由於電視轉播裡不適合使用「流氓」（Yakuza）這個詞，因此改稱之為「喧嘩踢」，而中文一般習慣翻譯成「霸王腳」。
與「大腳」（Big Foot）的動作差異在於，被「霸王腳」踢到的人，身體姿勢會打開，並且面部方向偏向一邊。而且蝶野的鞋底有經過特殊加工，更大大地增加了威力。
閃光霸王腳（Shining Yakuza Kick、Shining Kenka Kick）
以對手的膝蓋為踏臺的「霸王腳」，基於可敬的對手武藤所創造的「閃光魔術」而衍生出的蝶野風格招式。近年來還會配合終結絞技，而此招式讓他稱霸2005年G1大賽。
滑步霸王腳（Sliding Yakuza Kick、Sliding Kenka Kick）
另一「霸王腳」的衍生招式。對於防禦架勢被完全破壞的對手面部，先滑步再給予「霸王腳」的招式。
STF（Step over Toe hold with Face lock）
從趴在擂臺上的對手的背後，用自己的腿扣住對手的腳踝，同時用手臂鎖住他的臉的招式。一般都是在中盤戰使用，做為使對方疼痛的連結招式，但最近已經衍生出許多如下的必殺技。STF的原創人路·塞茲對蝶野學習的悟性給予很高的評價。
交叉式STF
對手的兩支腿交叉扣住，因此很難移動。因為觸繩逃脫很困難，所以通常會造成對手棄權投降；只是這個招式很少出現。
STS（STF Sleeper）
將鎖臉的動作改為鎖頸。這是現場播報員對此招式常用的稱呼，實際上沒有固定的名稱。最近出現的STF常常傾向於這個形式。
FTS
STF完成後，身體向側方旋轉180度使得對手朝上的招式。與馳浩發明的「裏STF」不同的是，對手能否解開，完全就看自己的腳是否扣得夠緊。因為身體方向相反，所以把STF反過來命名。
羽翼折臂固定（Butterfly Lock）
在對手背後將兩臂拉緊，並將頭向前壓低，可以扣住對方的頸關節、肩關節，並可以使他呼吸困難的招式，主要目的是在消耗對手的體力。有段時期這個招式曾被拿來做必殺技。
岩石落下技（Back Drop）
鑽入對手腋下，用雙手抱住對方身體向後翻摔，使對手後頭部或後背撞擊地面的招式。雖然蝶野的「岩石落下技」受到路·塞茲所指導的一般抱住肚臍的位置然後翻摔的類型，但是在落地的瞬間角度很大，速度又快，是非必要就不隨便出手的必殺技。不過在對小橋建太的比賽中曾經以高角度連續使用三次而造成議論的話題。
俯衝式肩部撞擊
從角柱上跳下以肩部撞擊對手肩部的必殺絕招，從年輕時代就是拿手招式。這招式是已故摔角選手Great Yukina（又名Yokozuna）所發明，曾因用此招而使得下面的牙齒刺穿嘴唇並撕裂開來，而且長期因此傷停賽。在第2次G1大賽對瑞克·路德（Rick Rude）的決勝戰中即以此招決定勝負。
蝶天魚雷
與天山廣吉搭檔雙打時同時使用「俯衝式肩部撞擊」的合作招式。因為兩人同時攻擊的節奏不好掌握，所以在剛公開使用時是一團混亂。
蝶野·天山合體攻擊（Chono-Tenzan Crush，CTC）
蝶野的膝踢與天山廣吉的拳擊同時攻擊。
高奇式打樁機（Gotch Piledriver）
與「鑽孔打樁機」（Drill A Hole Piledriver）差異在於，「鑽孔打樁機」是抱著對手身體舉高再以頭朝下的方式摔下，而「高奇式打樁機」則是抱起時雙臂會伸入對手跨下加以固定。它是蝶野少見的會舉起對手的招式。
曼哈頓落下技（Manhattan Drop）
將對手抱起然後伸出膝蓋，將對手的尾椎甚至是鼠蹊部撞擊在膝蓋上的招式。蝶野會視情況危急而使用的粗魯招式。
炸彈摔（Power Bomb）
最近比較常使用「打樁機」來代替。在第1次G1大賽與武藤纏鬥的決勝賽中，最後用此招決定勝負。蝶野的炸彈摔特殊之處在於摔出後還會再用膝部攻擊對手。
下體踢擊（急所攻撃）
嚴格來說這是違反規則的攻擊。在比賽中蝶野會突然勾起小腿攻擊背後沒有防備的對手的鼠蹊部，有時是對仰躺著的對手用膝蓋攻擊。

## 入場曲（主題曲）
CLASH（衝突）：為Puffy Daddy作曲的《No Way Out》與Royal Hunt作曲的《Martial Arts》的混音曲。

## 歷年入場主題曲
| 曲名                     | 收錄專輯                            | 備註                                                                              |
| CRASH(DJ Remo-con REMIX) | ULTIMATE REMIX                      | 混音曲                                                                            |
| HARD CRUSH               | BATTLE CITY～新たな超戦士ヒーロー～ | 混音曲                                                                            |
| nWo CRASH                | BLACK SYMPHONY                      | .                                                                                 |
| クラッシュ～戦慄～       | 超戦士の闘奏、超戦士の聖奏          | 此曲以"Martial Arts [Special Edition]之名"收錄在ROYAL HUNT的專輯「Eye Witness」中 |
| MARTIAL ARTS             | LAND OF BROKEN HEARTS               | 丹麥前衛金屬樂團ROYAL HUNT之曲，CRASH原曲                                         |
| ブラック・レイン～飛翔～ | 蝶野正洋・21世紀への序曲            | .                                                                                 |
| MAIN EVENTER             | 新日本プロレス・ベスト              | .                                                                                 |
| FANTASTIC CITY '92       | 新日本プロレス・ベスト              | .                                                                                 |
| FANTASTIC CITY           | 超・激戦士伝                        | .                                                                                 |
| SOCA AND SO ON           | OVERSEAS CALL                       | 法國指揮家PAUL MAURIAT之曲                                                        |

## 外部連結
- 新日本職業摔角 蝶野正洋簡介（日語）
- ARISTRIST （页面存档备份，存于）（日語）